# Adoption directe
L'adoption directe (en anglais fostering) est une méthode d'élevage d'oiseaux pour leur introduction dans la nature qui consiste à placer des poussins dans le nid d'un couple qui en a d'autres d'un âge et d'une taille similaires. Parfois, cette méthode peut également être utilisée lorsque les poussins ont déjà quitté le nid mais continuent d'être nourris par leurs parents.
Cette méthode peut être utilisée pour les espèces qui n'ont pas de comportements caïnites et qui sont capables de réaliser cette adoption sans rejeter les nouveaux poussins. De plus, les parents doivent avoir été évalués au préalable pour déterminer s'ils sont capables de nourrir plus de poussins.